# Jan Leupen
Jan (Johannes) Leupen (Haarlem, 15 april 1901 – 28 april 1985) was een Nederlandse architect, graficus en schilder.

## Levensloop
Jan Leupen studeerde aan de Technische Hogeschool van Delft in de periode 1920-1926. Gedurende zijn leven was hij voornamelijk actief in Amsterdam. In 1927 kwam hij in dienst van de Afdeling Gebouwen van de Dienst der Publieke Werken (PW) in Amsterdam als adjunct-architect. Daar raakte hij tijdens de Tweede Wereldoorlog betrokken bij het project om een volledige lijst van gebouwen in het bezit van de gemeente Amsterdam op te stellen.

## Werken
Het ontwerp voor een zittingsgebouw van de Gemeentelijke Geneeskundige en Gezondheidsdienst (GGD) aan de Eerste Helmersstraat in Amsterdam was zijn eerste zelfstandige opdracht. Een tweede gebouw voor de GGD in het Florapark.
Het ontwerp voor de stations van het oost spoor zoals het Amstelstation en het Muiderpoortstation in samenwerking met architect H.G.J. Schelling van de Nederlandse Spoorwegen. Beiden stations zijn in 1939 geopend.  
Voor de begraafplaats De Nieuwe Ooster in Amsterdam ontwierp Leupen in 1938 een traditioneel aulagebouw, dat in 1939 werd opgeleverd. Het gebouw heeft een waaiervormige plattegrond. De wandschilderingen in de aula en de hal door Albert Muis konden pas na de Tweede Wereldoorlog aangebracht worden.
Na de Tweede Wereldoorlog heeft Leupen aan de ontwikkeling van een nieuw scholentypen gewerkt. Deze zogenaamde H-Scholen zijn in de eerste plaats als houten noodscholen gebouwd. In de jaren vijftig werden de scholen in baksteen uitgevoerd, zoals de Beatrixschool en het Cartesius Lyceum aan de Mondriaanstraat (1959) in Nieuw West. Het Spinoza Lyceum (1957) aan de Peter van Anrooystraat 8, dat hij samen met F.H. Gerretsen ontwierp, geldt als een van zijn belangrijkste werken.
In 1947 werd Leupen hoofd van de Afdeling Gebouwen, waar hij nieuwbouwplannen uitwerkte voor een (inmiddels gesloopt) hoofdgebouw van de toenmalige Gemeentelijke Telefoondienst aan de Pieter de Hooghstraat in Amsterdam (1955).
Zijn laatste werk is de Universiteitsbibliotheek van de Universiteit van Amsterdam (1966), ontworpen in samenwerking met F.H. Gerretsen, N.G. Mayer en S. van der Woude. Het gebouw contrasteert door zijn moderne uitstraling sterk met de naastgelegen zeventiende-eeuwse grachtenpanden.

## Fotogalerij

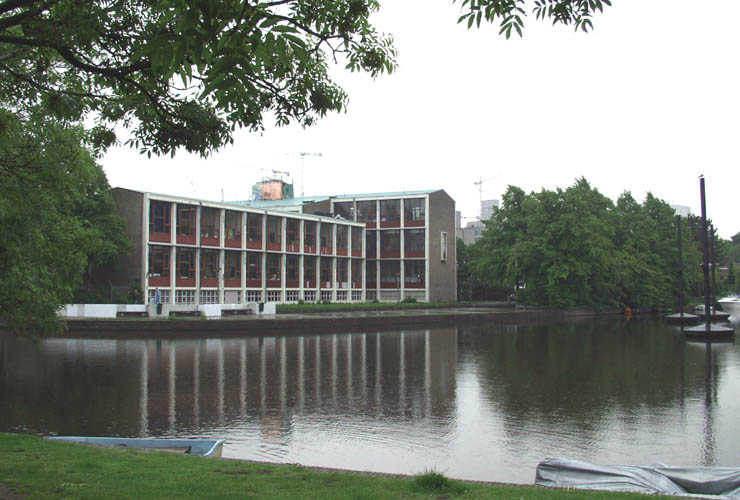
Spinoza Lyceum
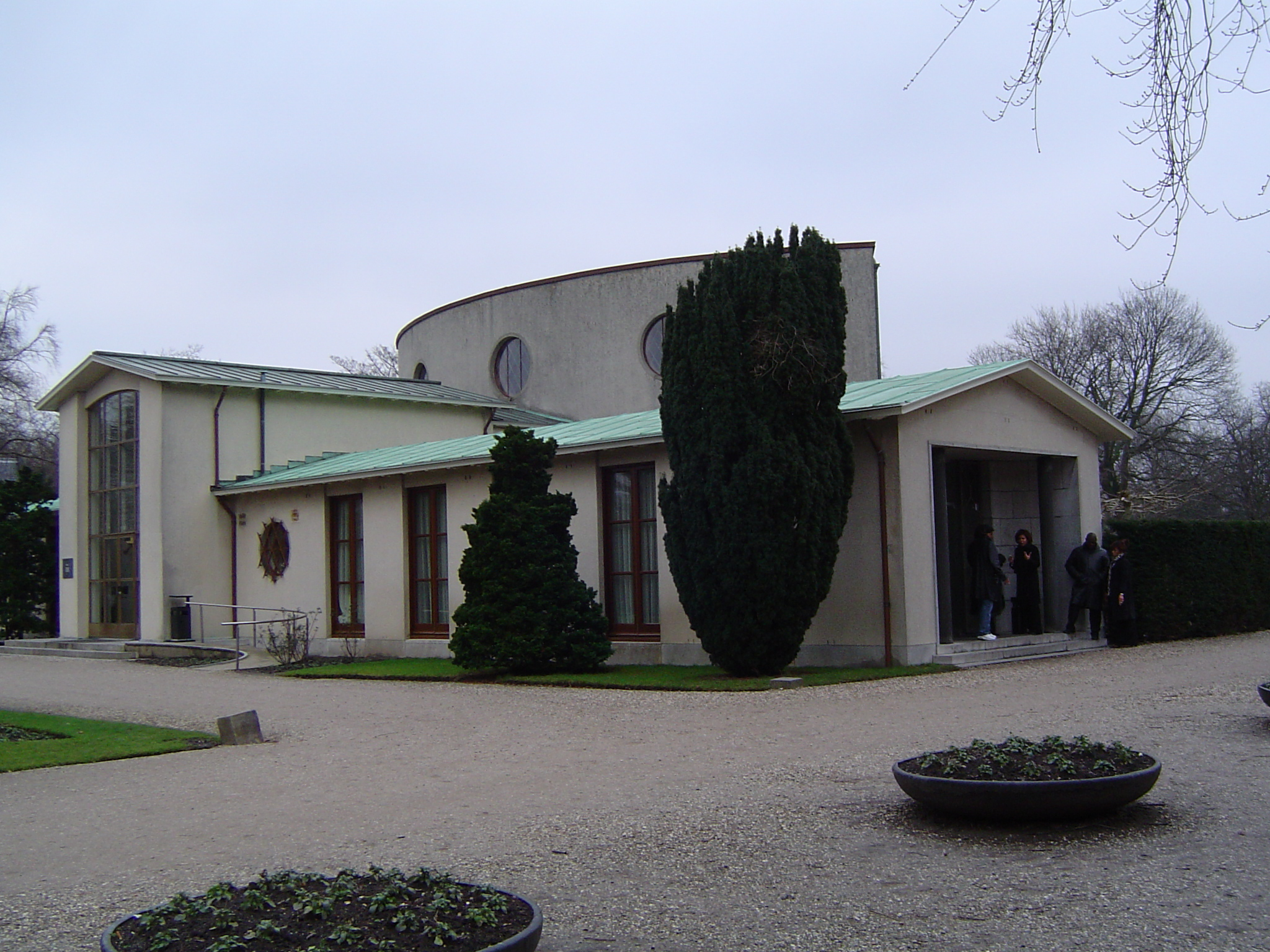
De Nieuwe Ooster
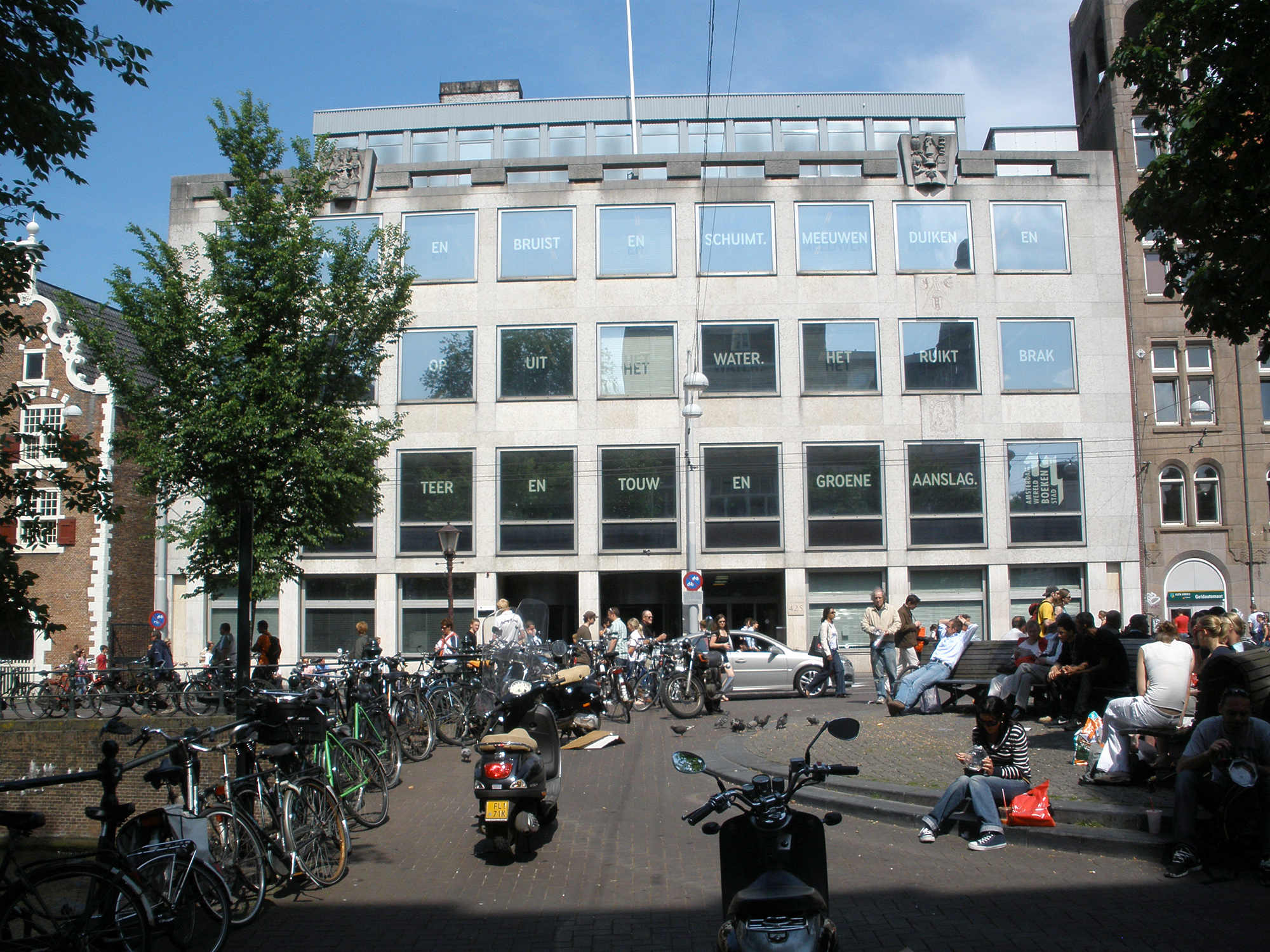
Universiteitsbibliotheek van Amsterdam
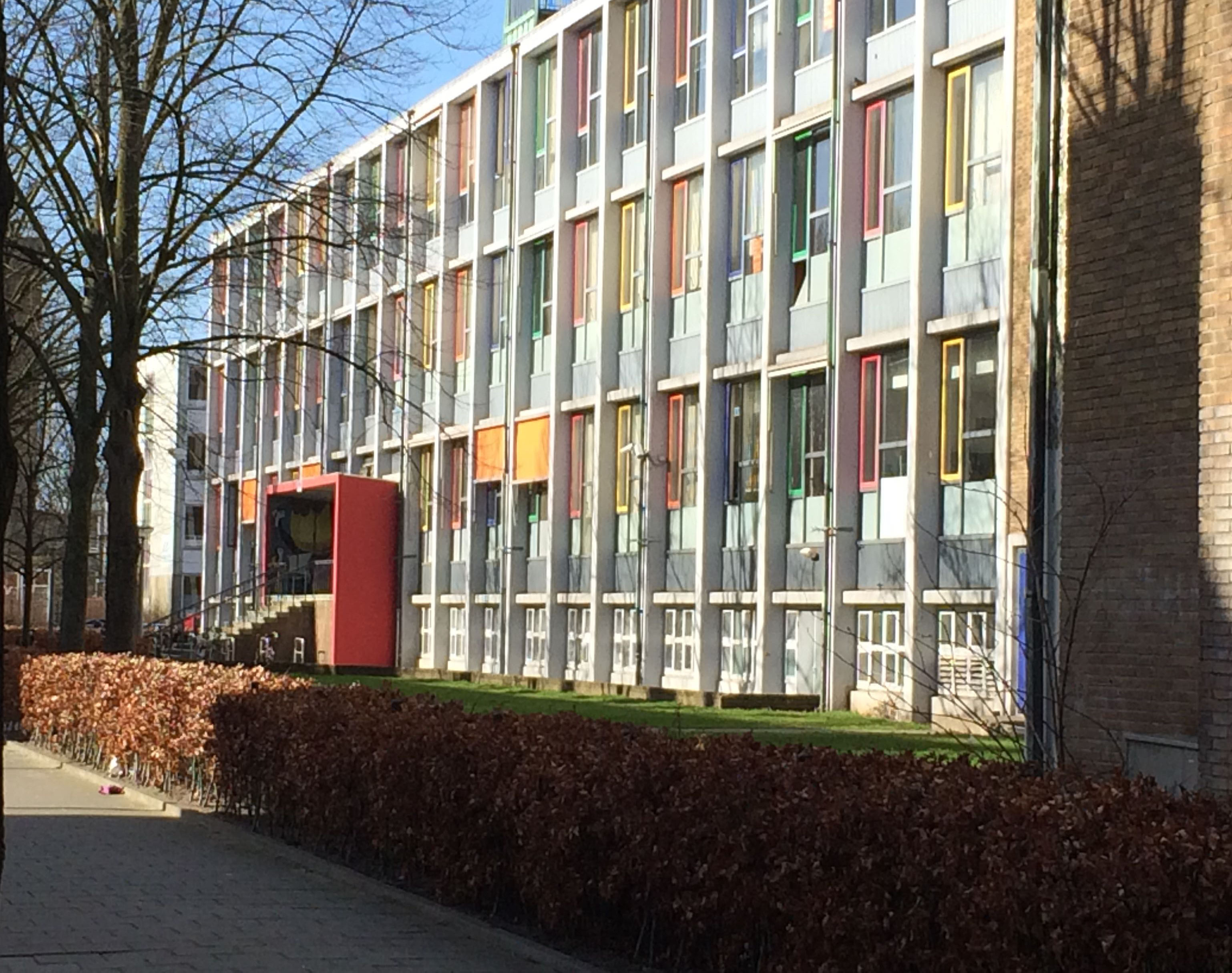
Voormalig Cartesius Lyceum